# Eleocharis fallax
Eleocharis fallax là loài thực vật có hoa trong họ Cói. Loài này được Weath. mô tả khoa học đầu tiên năm 1922.